# Столиці та гробниці стародавнього царства Когурьо
Столиці та гробниці стародавнього царства Когурьо є об'єктом Світової спадщини ЮНЕСКО, який включає низку археологічних пам'яток, які зараз розташовані в Цзіяні, провінція Цзілінь, і Хуанрен, провінція Ляонін на північному сході Китаю. Когурьо (або китайською «Gaogouli») (37 р. до н. е. — 668 р. н. е.) було Корейським королівством, розташованим у північній і центральній частинах Корейського півострова та південна і центральна частини Маньчжурії.
У 2004 році ці археологічні об'єкти були спільно визнані об'єктами світової культурної спадщини, відповідно до перших п'яти з шести критеріїв для об'єктів культурної спадщини. Позначення включає археологічні залишки трьох міст-фортець: Гора Вуню, Gungnae і Hwando, а також сорок ідентифікованих гробниць імператорських і знатних родин Когурьо.
У 2010 році уряд Китаю заснував Національний археологічний парк Цзянь Гаогоулі (спрощ.: 集安高句丽考古遗址公园), який включає всі об'єкти Світової спадщини Когурьо у Цзяні та Цзіліні, але не в Ляоніні (наприклад, Гірське місто Вуню).
Північна Корея спочатку намагалася зареєструвати об'єкти світової спадщини приблизно з 2000 року. Незважаючи на те, що його було заплановано зареєструвати у 2003 році, Китай виступив проти одноосібної реєстрації Північної Кореї та подав заявку на реєстрацію руїн Когурьо, розкиданих у провінції Цзілінь. З цієї причини останки Північної Кореї та КНР були зареєстровані у формі одночасної реєстрації у 2004 році. Визнається, що між Північною Кореєю та Китаєм існує питання про історію Когурьо.

## Столиці
Гірське місто Вуню (Оньєосансон) було першою столицею Когурьо. Гунне і Хвандо також були столицями Когурьо.
Гірське місто Вуню розкопано лише частково. Місто Гунне в межах сучасного міста Цзянь відігравало роль допоміжної столиці після того, як головна столиця Когурьо переїхала до Пхеньяна. Хвандо містить багато залишків, включаючи великий палац і багато гробниць.
Столиці Когурьо є раннім зразком гірських міст, які пізніше наслідували сусідні культури. Система столичних міст, представлена містами Гунне та Гірським містом Ванду, також вплинула на будівництво пізніших столиць, побудованих режимом Когурьо.
Столиці Когурьо являють собою ідеальне поєднання людського творіння та природи, чи то зі скелями, чи то з лісами та річками.

## Могили

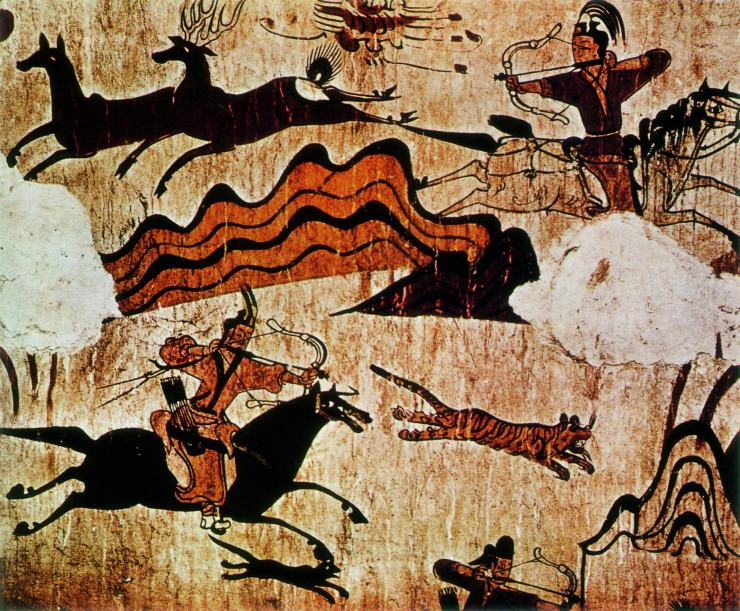
Фреска гробниці Когурьо із зображенням полювання, середина першого тисячоліття.

Місце включає археологічні залишки 40 гробниць, які були побудовані Когурьо, яка правила частинами північно-східного Китаю та північною половиною Корейського півострова.
Деякі з гробниць мають складні стелі, призначені для перекриття широких просторів без колон і несуть важкий вантаж кам'яного або земляного кургану (могили), розміщеного над ними. Розписи в гробницях, демонструючи художні навички та специфічний стиль, також є зразком сильного впливу різних культур.
Гробниці представляють собою шедевр людського творчого генія у своїх настінних розписах і конструкціях.